# Ivan Benito
Ivan Benito (Suiza, 27 de agosto de 1976) es un futbolista suizo, de origen español. Juega de portero y su actual equipo es el BSC Young Boys de la Super Liga Suiza.

## Carrera
Ivan Benito debutó en el FC Aarau en 1996. En 2003 se fue para el fútbol italiano a jugar en el A.S. Pistoiese. Luego jugó para el S.S. Juve Stabia. Volvió a jugar en el FC Aarau en 2006. Después de la bajada del club en 2010 se fue a jugar para el Grasshopper Club Zúrich de la Super Liga Suiza. Pocos meses después se trasladó al BSC Young Boys, también de la Super Liga Suiza.

## Clubes
| Club                    | País   | Año           |
| ----------------------- | ------ | ------------- |
| FC Aarau                | Suiza  | 1996-2003     |
| A.C. Pistoiese          | Italia | 2003-2005     |
| S.S. Juve Stabia        | Italia | 2005-2006     |
| FC Aarau                | Suiza  | 2006-2010     |
| Grasshopper Club Zúrich | Suiza  | 2010          |
| BSC Young Boys          | Suiza  | 2011-2013     |
| FC Wohlen               | Suiza  | 2013-Dic.2013 |

- Datos: Q672113